# Viken (provincie)
Viken was een fylke ('provincie') in Noorwegen die per 1 januari 2020 werd gevormd en daarna slechts vier jaar heeft bestaan.
Het ontstond door de samenvoeging van de oude provincies Buskerud, Akershus en Østfold met daarbij de gemeenten Svelvik, Jevnaker en Lunner. De vorming van de nieuwe provincie stuitte op weerstand, maar werd toch goedgekeurd door de Storting, het Noorse parlement. 1 januari 2024 werd de samenvoeging weer opgeheven. Het bestuur zetelt voorlopig in Oslo, dat zelf geen deel uitmaakt van de provincie, terwijl de statsforvalter, de vertegenwoordiger van de regering, voorlopig kantoor houdt in Moss.
In september 2019 werden voor het eerst verkiezingen gehouden voor het nieuwe bestuur van de provincie. Het eerste besluit van het nieuwe bestuur, bestaande uit Arbeiderpartiet, Senterpartiet, Sosialistisk Venstreparti en de Groenen, was de aankondiging dat het bestuur zou streven naar de opheffing van de nieuwe provincie. Mede daarom werd besloten geen eigen bestuurscentrum te bouwen maar voorlopig gebruik te maken van een gebouw in Oslo.

## Discussie
Het centrumrechtse kabinet-Solberg besloot tot de fusie van de drie fylkes, maar er waren vanuit de oppositie veel protesten. Ook onder inwoners bleef de onrust lang aanhouden, zelfs na de totstandkoming. De provinciale herindeling werd een thema bij de landelijke verkiezingen. Bij de Noorse parlementsverkiezingen 2021 streden Senterpartiet, Arbeiderpartiet en Sosialistisk Venstreparti voor een deling van de provincie. De centrumrechtse regering Solberg verloor de meerderheid in het parlement, waardoor een deling van de fusieprovincie weer dichterbij kwam aangezien Ap, Sp en SV een ruime meerderheid in het Storting verwierven. 
Het coalitieakkoord van Ap en Sp willigt het ongedaan maken van de fusie in. Vanaf 1 januari 2024 zijn Akershus, Buskerud en Østfold opnieuw zelfstandige provincies en hield Viken na vier jaar op te bestaan.

## Gemeenten
Bij de totstandkoming van de provincie telde Viken 51 gemeenten. Dat waren er minder dan de samengevoegde provincies bij elkaar hadden omdat tegelijk met de samenvoeging van de provincies ook aan aantal gemeenten fuseerden. 
Van de provincie Buskerud werden Hurum en Røyken opgenomen in de gemeente Asker, die deel uitmaakte van de provincie Akershus. Nedre Eiker werd bij de gemeente Drammen gevoegd samen met de gemeente Svelvik uit de eveneens op dezelfde dag opgeheven provincie Vestfold.
In de provincie Østfold werden Askim, Eidsberg, Hobøl, Spydeberg en Trøgstad samengevoegd tot de gemeente Indre Østfold, Rygge werd opgenomen in de gemeente Moss en Rømskog werd opgenomen in de gemeente Aurskog-Høland, die deel uitmaakte van de provincie Akershus.
In de provincie Akershus werden Fet, Skedsmo en Sørum samengevoegd tot de gemeente Lillestrøm en Oppegård en Ski tot de gemeente Nordre Follo.
De gemeentes Lunner en Jevnaker waren een deel van de provincie Oppland en werden in 2020 bij de nieuwgevormde provincie Viken gevoegd; in 2024 worden deze gemeentes een deel van de nieuwe provincie Akershus.
- Aremark
- Asker
- Aurskog-Høland
- Bærum
- Drammen
- Eidsvoll
- Enebakk
- Flesberg
- Flå
- Fredrikstad
- Frogn
- Gjerdrum
- Gol
- Halden
- Hemsedal
- Hol
- Hole
- Hurdal
- Hvaler
- Indre Østfold
- Jevnaker
- Kongsberg
- Krødsherad
- Lier
- Lillestrøm
- Lunner
- Lørenskog
- Marker
- Modum
- Moss
- Nannestad
- Nes (Akershus)
- Nesbyen
- Nesodden
- Nittedal
- Nordre Follo
- Nore og Uvdal
- Rakkestad
- Ringerike
- Rollag
- Rælingen
- Råde
- Sarpsborg
- Sigdal
- Skiptvet
- Ullensaker
- Vestby
- Våler
- Øvre Eiker
- Ål
- Ås

## Opheffing

De splitsing van Viken leidde tot de volgende indeling per 1 januari 2024

Viken werd per 1 januari 2024 opgeheven en de drie oude provincies worden dan heropgericht. Omdat bij de stichting van Viken ook gemeenten waren samengevoegd zullen de grenzen van de nieuwe provincies niet geheel dezelfde zijn als voor 2020.